# Кабријер (Еро)
Кабријер (фр. Cabrières) је насеље и општина у јужној Француској у региону Лангдок-Русијон, у департману Еро која припада префектури Безје.
По подацима из 2011. године у општини је живело 483 становника, а густина насељености је износила 16,64 становника/km². Општина се простире на површини од 29,02 km². Налази се на средњој надморској висини од 135 метара (максималној 481 m, а минималној 76 m).

## Демографија
| 1962. | 1968. | 1975. | 1982. | 1990. | 1999. | 2011. |
| ----- | ----- | ----- | ----- | ----- | ----- | ----- |
| 369   | 415   | 364   | 330   | 307   | 338   | 483   |

График промене броја становника у току последњих година